# El Ranchito, Chiapa de Corzo
El Ranchito är en ort i Mexiko.   Den ligger i kommunen Chiapa de Corzo och delstaten Chiapas, i den sydöstra delen av landet, 700 km sydost om huvudstaden Mexico City. El Ranchito ligger 451 meter över havet och antalet invånare är 248.
Terrängen runt El Ranchito är huvudsakligen kuperad, men den allra närmaste omgivningen är platt. El Ranchito ligger nere i en dal. Runt El Ranchito är det ganska tätbefolkat, med 58 invånare per kvadratkilometer. Närmaste större samhälle är Suchiapa, 18,1 km nordväst om El Ranchito. Omgivningarna runt El Ranchito är en mosaik av jordbruksmark och naturlig växtlighet.